# Estadi José do Rego Maciel
L'Estadi José do Rego Maciel, també conegut com Estádio do Arruda, és un estadi esportiu de la ciutat de Recife, al Brasil. L'estadi porta el nom de José do Rego Maciel, que va ser alcalde de Recife entre 1952 i 1955.
Va ser inaugurat el 4 de juny de 1972. La seva capacitat és per a 60.044 espectadors. És propietat del club Santa Cruz Futebol Clube.